# Перекіп
Перекі́п — село в Україні, у Валківській міській громаді Богодухівського району Харківської області. Населення становить 629 осіб. До 2020 орган місцевого самоврядування — Перекіпська сільська рада.

## Географія
Село Перекіп знаходиться недалеко від витоків річки Мжа, примикає до великого лісового масиву (дуб), на відстані 1 км знаходиться селище Ков'яги, на відстані 5 км — залізнична станція Ков'яги.

## Історія
Село засноване в 1643 році.
До 1680 року відноситься один з спустошливих татарських набігів. Цього разу, що траплялося рідко, на чолі Кримської Орди став сам хан, висланий Османською імперією для відволікання московитів від Києва, на який вони збиралися напасти. З кримськими татарами прийшли озівські татари, калмики, черкеси. Хан 22 січня вночі перейшов вал між Коломаком і Новою Перекіппю і, пройшовши Мерчик, зупинився за звичаєм з половиною війська кошем (станом), де і простояв до самого відходу. Біля ж Перекіпи залишилася численна застава для забезпечення відступу. Інша ж половина розбрелася в різні боки в пошуках здобичі. Багато містечок і слобід Харківського полку зазнали розграбування.
Почалося будівництво великої системи фортифікаційних споруд на південь від Харкова для захисту від набігів кочовиків. Тоді був надбудований вал поруч з Валками. Поблизу вала виникло два сторожових «містечка». Один — на місці стародавнього Хмелевого городища, отримав назву Високопілля. Інший, побудований «Черкасами Харківського полку», був названий Перекіпом. І Перекіп і Високопілля входили до Ізюмської лінії укріплень.
1681 році в Перекопі замість застарілого Архангельського храму збудовано новий кам'яний храм з трьома престолами.
1699 року тридцятитисячне військо кримського хана напало на Слобожанщину, Перекіп був повністю спалений. В 1711 році татари спалили в Перекіпі Михайлівську фортецю. 1714 року в Перекіпі спалений татарами перший збудований храм, на його місці побудований новий.
У XVIII столітті Перекіп вважався містечком, центром сотні Харківського слобідського козацького полку; після ліквідації полку у 1765 р. — центр Перекопського комісарства.
За даними на 1779 р. Перекіп — військова слобода Валківського повіту Харківського намісництва, що налічувала 748 мешканців («військових обивателів»).
За даними на 1864 рік у казенній слободі, центрі Перекіпської волості Валківського повіту Харківської губернії, мешкало 2545 осіб (1322 чоловічої статі та 1223 — жіночої), налічувалось 348 дворових господарств, існували православна церква та станова квартира.
За переписом 1897 року кількість мешканців зросла до 2815 осіб (1396 чоловічої статі та 1419 — жіночої), з яких всі — православної віри.
Станом на 1914 рік кількість мешканців зросла до 3857 осіб.
Тут народився Іван Добробаба (Добробабін)— один із «28 „героїв“-панфіловців». 
12 червня 2020 року, розпорядженням Кабінету Міністрів України № 725-р «Про визначення адміністративних центрів та затвердження територій територіальних громад Харківської області», увійшло до складу Валківської міської громади.
19 липня 2020 року, в результаті адміністративно-територіальної реформи та ліквідації Валківського району, село увійшло до складу Богодухівського району.

## Відомі люди
- Дехта-Лісова Меланія Пилипівна — українська театральна акторка, заслужена артистка УРСР (1960).
- Чайка Варвара Пилипівна — українська театральна акторка, заслужена артистка УРСР.
- Іван Євстафович Добробаба (Добробабін) учасник Другої світової війни, панфіловець, Герой Радянського Союзу (1942).